# Lucovița, Adâncata
Lucovița, întâlnit și sub formele Lucovița Ucraineană și Luncavița (în ucraineană Луковиця, transliterat: Lukovîțea, în rusă Луковица, transliterat: Lukovița și în germană Lukawitza/S. sau Lukawitza) este un sat reședință de comună în raionul Adâncata din regiunea Cernăuți (Ucraina). Are 1.412 locuitori, preponderent ucraineni.
Satul este situat la o altitudine de 210 metri, în partea de nord a raionului Adâncata. De această comună depinde administrativ satul Cotul Bainschi.

## Istorie
Localitatea Lucovița a făcut parte încă de la înființare din regiunea istorică Bucovina a Principatului Moldovei. După anexarea Bucovinei de către Imperiul Habsburgic în anul 1775, localitatea Lucovița a făcut parte din Ducatul Bucovinei, guvernat de către austrieci, făcând parte din districtul Cernăuți (în germană Czernowitz).  
După Unirea Bucovinei cu România la 28 noiembrie 1918, satul Lucovița a făcut parte din componența României, în Plasa Cosminului a județului Cernăuți. Pe atunci, majoritatea populației era formată din ucraineni, existând și o comunitate de români.
Ca urmare a Pactului Ribbentrop-Molotov (1939), Bucovina de Nord a fost anexată de către URSS la 28 iunie 1940. Bucovina de Nord a reintrat în componența României în perioada 1941-1944, fiind reocupată de către URSS în anul 1944 și integrată în componența RSS Ucrainene. 
Începând din anul 1991, satul Lucovița face parte din raionul Adâncata al regiunii Cernăuți din cadrul Ucrainei independente. La recensământul din 1989, numărul locuitorilor care s-au declarat români plus moldoveni era de 54 (17+37), reprezentând 3,93% din populația localității . În prezent, satul are 1.412 locuitori, preponderent ucraineni.

## Demografie
Componența lingvistică a localității Lucovița
     Ucraineană (97,38%)
     Română (2,41%)
     Alte limbi (0,21%)
Conform recensământului din 2001, majoritatea populației localității Lucovița era vorbitoare de ucraineană (97,38%), existând în minoritate și vorbitori de română (2,41%).
1930: 1.443 (recensământ) 
1989: 1.375 (recensământ)
2007: 1.412 (estimare)

### Recensământul din 1930
Componența etnică a comunei Lucovița (județul Cernăuți)
     Români (11,29%)
     Ruteni (66,73%)
     Ruși (19,26%)
     Evrei (1,8%)
     Altă etnie (0,92%)
Componența confesională a comunei Lucovița
     Ortodocși (96,95%)
     Romano-catolici (1,17%)
     Mozaici (1,8%)
     Greco-catolici (0,08%)
Conform recensământului efectuat în 1930, populația comunei Lucovița se ridica la 1.443 locuitori. Majoritatea locuitorilor erau ruteni (66,73%), cu o minoritate de români (11,29%), una de ruși (19,26%) și una de evrei (1,80%). Alte persoane s-au declarat: polonezi (2 persoane), germani (7 persoane) și cehi\slovaci (4 persoane). Din punct de vedere confesional, majoritatea locuitorilor erau ortodocși (96,95%), dar existau și mozaici (1,80%), romano-catolici (1,17%) și greco-catolici (0,08%).